# 1927 County Championship
Navigation
Édition précédente Édition suivante
Le 1927 County Championship fut le trente-quatrième County Championship. Le Lancashire a remporté son quatrième titre de champion et le deuxième de façon consécutive.

## Changements de points
Le classement final a toujours été décidé en calculant le pourcentage de points gagnés par rapport aux points possibles, mais en mars 1927, le MCC a révisé les points comme suit :
- Huit points ont été attribués pour une victoire
- Quatre points ont été attribués pour une égalité
- Cinq points pour l'équipe qui mène après les premières manches d'un match nul
- Trois points pour l'équipe perdante après les premières manches d'un match nul
- Quatre points pour les équipes à égalité après les premières manches d'un match nul
- Quatre points pour un résultat nul lors des premières manches (après plus de six heures de jeu)
- Si le temps réduit le match à moins de six heures et qu'il n'y a pas eu de résultat lors des premières manches, le match sera annulé.

## Classement
| Equipe           | Pld | W  | L  | DWF | DLF | NR | Pts | %Fin  |
| ---------------- | --- | -- | -- | --- | --- | -- | --- | ----- |
| Lancashire       | 28  | 10 | 1  | 11  | 5   | 1  | 154 | 68.75 |
| Nottinghamshire  | 28  | 12 | 3  | 8   | 4   | 1  | 152 | 67.85 |
| Yorkshire        | 27  | 10 | 3  | 5   | 6   | 3  | 135 | 62.54 |
| Kent             | 26  | 12 | 6  | 4   | 3   | 1* | 129 | 62.01 |
| Derbyshire       | 20  | 8  | 3  | 2   | 3   | 4  | 99  | 61.87 |
| Surrey           | 22  | 8  | 3  | 4   | 5   | 2* | 107 | 60.79 |
| Leicestershire   | 22  | 7  | 3  | 5   | 5   | 2* | 104 | 59.09 |
| Essex            | 26  | 8  | 8  | 5   | 3   | 2  | 106 | 50.96 |
| Middlesex        | 20  | 5  | 5  | 5   | 4   | 1  | 81  | 50.62 |
| Sussex           | 28  | 7  | 9  | 6   | 2   | 4* | 108 | 48.92 |
| Warwickshire     | 23  | 3  | 4  | 7   | 7   | 2  | 88  | 47.82 |
| Gloucestershire  | 26  | 6  | 7  | 1   | 9   | 3  | 92  | 44.23 |
| Hampshire        | 23  | 5  | 9  | 5   | 3   | 1  | 78  | 42.39 |
| Somerset         | 23  | 3  | 9  | 4   | 7   | 0  | 65  | 35.32 |
| Glamorgan        | 21  | 1  | 8  | 7   | 4   | 1  | 59  | 35.11 |
| Northamptonshire | 24  | 4  | 12 | 1   | 6   | 1  | 59  | 30.72 |
| Worcestershire   | 27  | 1  | 17 | 2   | 6   | 1  | 40  | 18.51 |